# Penske Racing
 Penske Racing  és una companyia estatunidenca fabricant de cotxes de competició que va arribar a disputar curses a la Fórmula 1.
Penske competeix actualment de forma habitual a la Indy Car.

## A la F1
Penske va debutar a la F1 amb el pilot Mark Donohue, al GP del Canadà de la temporada 1954 disputat el 22 de setembre al circuit de Mosport Park, aconseguint finalitzar la cursa en dotzena posició.
Sota nom propi o proporcionant xassís a altres equips ha tingut presència a la F1 en quatre temporades 1974 - 1977, disputant un total de 49 curses (31 com a equip oficial) i aconseguint tres podis i una victòria.

## Palmarès a la F1
- Curses: 49
- Victòries: 1
- Podiums: 3
- Punts: 22